# Partyzant Zani
Partyzant Zani (tyt. oryg. Zani partizani) – albański film fabularny (telewizyjny) z roku 1975 w reżyserii Pala Kuke.
Film telewizyjny. Akcja filmu rozgrywa się w czasie II wojny światowej. Zani jest 13-latkiem, któremu udało się zdobyć od Włochów karabin, czapkę i mundur. Z tym dobytkiem chce przyłączyć się do oddziału partyzanckiego. Jego dowódca nie zgadza się, z uwagi na młody wiek Zaniego. W bitwie ginie brat Zaniego i wtedy on zajmuje jego miejsce.

## Obsada
- Paskal Semini jako Zani
- Ali Bega jako ojciec
- Marta Burda jako matka
- Spiro Urumi jako dowódca
- Guljelm Radoja jako komisarz
- Mirush Kabashi jako brat Zaniego
- Aleksandër Llazo
- Lumturi Shtino